# رودولفو كومب
رودولفو كومب (بالإسبانية: Rodolfo Combe)‏ هو لاعب كرة قدم أوروغواياني في مركز الهجوم، ولد في 4 يناير 1995 في كارميلو، أوروغواي ‏ في الأوروغواي. لعب مع ديبورتيفو إسبانول وفيليز سارسفيلد.

## وصلات خارجية
- رودولفو كومب على موقع Soccerway.com (الإنجليزية)